# NMOC
Het Network Manager Operations Centre (NMOC), voorheen Central Flow Management Unit (CFMU) genoemd, is een onderdeel van Eurocontrol, gevestigd in Brussel. De taak van het NMOC is om de veiligheid van het luchtverkeer boven Europa te dienen door ervoor te zorgen dat er niet meer verkeer in het luchtruim vliegt dan de beschikbare capaciteit toestaat. Het NMOC zorgt ervoor dat de capaciteit die er in het luchtruim is effectief gebruikt wordt. Hiertoe staat ze zowel in contact met alle luchtverkeersleidingsinstanties en luchtvaartmaatschappijen. 
Door het tijdstip waarop vliegtuigen gaan vliegen en/of de route aan te passen kan ervoor gezorgd worden dat de maximaal veilige capaciteit niet overschreden wordt, en dat niet-benutte capaciteit wordt opgevuld. Luchtverkeersleidingsinstanties geven meerdere keren per dag de capaciteit die zij met hun luchtruim kunnen leveren door aan het NMOC. Van de luchtvaartmaatschappijen ontvangt het NMOC de vliegplannen, waarmee de maatschappij aangeeft hoe laat zij welke route en hoogte (flight level) met een specifieke vlucht wil gaan volgen. Met alle verwachte vluchtgegevens samen maakt het NMOC een zo efficiënt mogelijk operationeel plan. Is het te druk in een bepaald stuk luchtruim, dan kan het NMOC een slottijd opleggen voor een bepaalde vlucht. De luchtvaartmaatschappij én de luchtverkeersleiding moeten zich voor iedere vlucht aan deze slottijd houden. Op die manier wordt het meest efficiënte gebruik van het Europese luchtruim gegarandeerd, en blijven de vertragingen beperkt.
Het NMOC maakt het operationeel plan voor elke dag waarop al het luchtverkeer gaat vliegen, maar dit doet ze ook al maanden op voorhand aan de hand van voorgenomen dienstregelingen en verwachte toename van luchtverkeer op bepaalde dagen. Op die manier kan lang van tevoren het gevolg worden ingeschat van bijvoorbeeld speciale evenementen zoals sporttoernooien, of nagegaan worden of voldoende capaciteit beschikbaar zal zijn voor het volgende vakantieseizoen.